# José San Juan Browne
José San Juan Browne   (Barcelona, 18 d'octubre de 1777 - Puerto Real, 21 de juliol de 1846) va ser un militar i polític espanyol, ministre de guerra durant el regnat de Ferran VII d'Espanya.

## Biografia
Fill d'un brigadier de cavalleria navarrès, fou patge del rei Carles IV d'Espanya. Va combatre els francesos en la Guerra del Francès participant en la defensa d'Alacant (1808). El 1809 fou nomenat coronel del Regiment de Dragons de Villaviciosa i el 1810 Brigadier coronel de Dragons de Numància. Durant el Trienni liberal va ser ministre de la Guerra entre maig i desembre de 1823.
Entre altres condecoracions, va rebre la Gran Creu de la Reial i Militar Orde de Sant Hermenegild, la Gran Creu de la Reial i Americana Orde d'Isabel la Catòlica, cavaller de 5a classe de la Reial i Militar Orde de Sant Ferran i la Gran Creu de l'Orde de Sant Lluís de França.